# IC 4604
IC 4604 је рефлексиона маглина са звијездама у сазвјежђу Змијоноша која се налази на листи објеката дубоког неба у Индекс каталогу.
Деклинација објекта је - 23° 26' 36" а ректасцензија 16h 25m 33,0s. IC 4604 је још познат и под ознакама LBN 1112, ESO 517-*N3, CED 131B, Rho Oph nebula.